# Утемка (приток Лозы)
Утемка — река в России, протекает по Игринскому району Удмуртии. Левый приток Лозы. Длина — 32 км. Площадь водосборного бассейна — 266 км².

## География
Река Утемка берёт начало у деревни Лудяны. Течёт на северо-восток преимущественно по лесной местности. На реке расположены деревни Лудяны, Верхний Утем, Бельское, Бачкеево, Сундошур, Комсомолец, и Утем. Впадает в Лозу у южной границы посёлка Игра. Устье реки Утемки расположено в 62 км по левому берегу реки Лозы. Ширина реки у устья — 30 метров, скорость течения 0,2 м/с.
У Утемки несколько притоков. Наиболее крупные притоки — Ючек, Сектырка (левые); Аркеш и Унтемка (правые).

## Данные водного реестра
По данным государственного водного реестра России относится к Камскому бассейновому округу, водохозяйственный участок реки — Чепца от истока до устья, речной подбассейн реки Вятка. Речной бассейн реки — Кама.
Код объекта в государственном водном реестре — 10010300112111100032677.